# Гаркон Појнт (Флорида)
Гаркон Појнт (енгл. Garcon Point) насељено је место без административног статуса у америчкој савезној држави Флорида.

## Демографија
По попису из 2010. године број становника је 347.
| Група             | 2000.    | 2010.       |
| Белци             | 0 (0,0%) | 314 (90,5%) |
| Афроамериканци    | 0 (0,0%) | 10 (2,9%)   |
| Азијати           | 0 (0,0%) | 7 (2,0%)    |
| Хиспаноамериканци | 0 (0,0%) | 13 (3,7%)   |
| Укупно            | 0        | 347         |